# Systrarna Fox

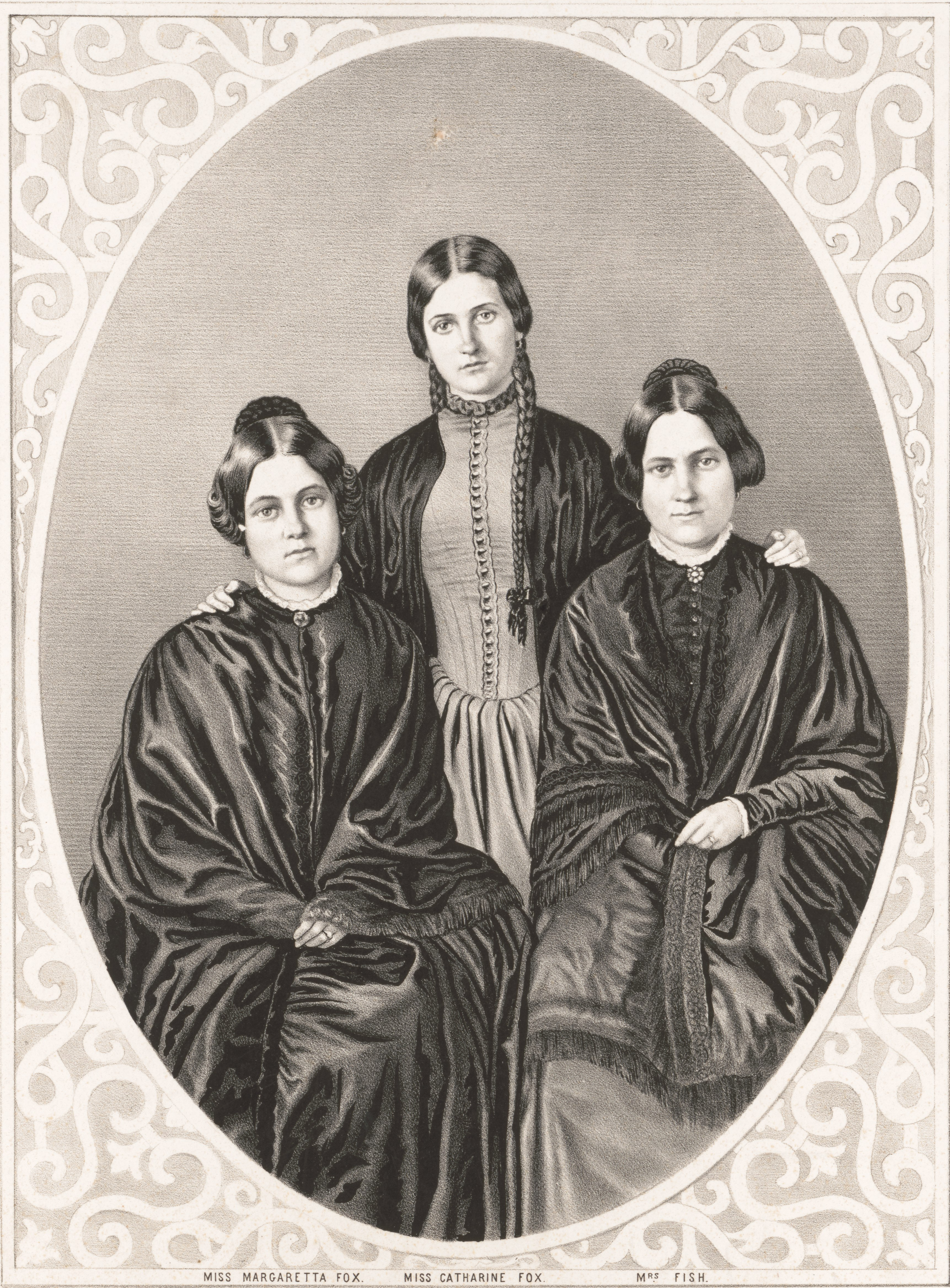
Systrarna Fox. Från vänster till höger: Margaret, Kate and Leah.

Systrarna Fox, bestående av Leah Fox (1814–1890), Margaretta "Maggie" Fox (1833–1893) och Catherine "Kate" Fox (1837–1892) var tre amerikanska medier, som blev pionjärer inom den moderna spiritismen.
Systrarna påstod sig kunna kommunicera med andar, och hade framgångsrika karriärer som medier från 1840-talet till 1888, då Maggie Fox förklarade att deras framträdanden innehöll bluffmakeri. Hon berättade att det börjat som ett skämt riktat mot deras mor efter att de flyttat ut i en stuga på landet i Hydesville i New York och hade tråkigt. Genom att bland annat "dunsa" med äpplen upphängda i tunna snören och skapa ljud genom att knäcka med leder låtsades de få svar från andevärlden. Hennes bekännelse och förevisning gjordes i ett framträdande på operahuset Academy of Music i New York med läkare på scenen.  Hon tog tillbaks bekännelserna efter något år och försökte starta om karriären, men nådde inte samma framgångar igen.
Systrarnas uppträdanden som de grundade sina karriärer på gav upphov till den moderna amerikanska spritismen, som fortsatte växa även efter att Maggie Fox redovisat sina tricks, och de fick många efterföljare.
Huset i Hydesville där systrarna inledde sina karriärer genom att lura modern har kallats "den amerikanska spiritismens födelseplats". Den flyttades till Lily Dale, ett friluftsmuseum tillägnat spiritism, men brann ner 1955. Brandplatsen har gjorts om till en minnesplats och flera föremål från huset finns Lily Dales museum över spiritism.
Inom spritualismen och parapsykologin refereras fortfarande till Systrarna Fox trots Maggie Fox bekännelser. Det är heller inte alltid som Maggie Fox bekännelser redovisas i den litteraturen.